# 漕渓路駅
漕渓路駅（そうけいろ-えき）は、中華人民共和国上海市徐匯区に位置する上海軌道交通3号線の駅。

## 駅構造
相対式ホーム2面2線の高架駅。

## 駅周辺
- 上海体育館
- 上海体育場
- 漕渓路交通ハブ

## 歴史
- 2000年12月26日 - 開業。

## 隣の駅
■上海軌道交通3号線
竜漕路駅 - 漕渓路駅 - 宜山路駅